# Kavitationszahl
Die Kavitationszahl {\displaystyle \sigma } ist eine dimensionslose Kennzahl aus der Ähnlichkeitstheorie und wird zur Beschreibung von Fluiden in der Strömungsmechanik verwendet. Sie ist ähnlich aufgebaut wie die Euler-Zahl. Die Kavitationszahl gibt ein Maß dafür, wann das Fluid kavitiert. Ihre Definition lautet:
{\displaystyle \sigma ={\frac {p-p_{\text{v}}}{{\frac {1}{2}}\rho U^{2}}}}
mit
- dem Druck {\displaystyle p} in der ungestörten Strömung
- dem Dampfdruck {\displaystyle p_{\text{v}}} des Fluids
- der Dichte {\displaystyle \rho } des ungestörten Fluids
- der Strömungsgeschwindigkeit {\displaystyle U}.

Im Zähler steht die Druckdifferenz, die beim theoretisch zu erwartenden Einsetzen der Kavitation gleich null wird. Der Nenner stellt den dynamischen Druck der Strömung dar.
Wenn der Druck {\displaystyle p} des Fluids soweit sinkt, dass er kleiner oder gleich dem Dampfdruck {\displaystyle p_{\text{v}}} des Fluids ist, geht das Fluid in die Gasphase über – es kavitiert; bei {\displaystyle \sigma \leq 0} tritt also theoretisch Kavitation auf. In realen Fluiden können Fremdpartikel und andere bei der Idealisierung nicht berücksichtigte Eigenschaften dazu führen, dass die Kavitation zu einem anderen Druck als {\displaystyle p_{\text{v}}} verschoben wird.